# Thiomargarita magnifica
Candidatus Thiomargarita magnifica alias Ca. Thiomargarita sp. Lot2 ist eine Kandidatenspezies gramnegativer nicht-phototropher schwefeloxidierender Gammaproteobakterien, die unter Wasser auf verrottenden abgetrennten Blättern Roter Mangroven (Rhizophora mangle) im Archipel von Guadeloupe auf den Kleinen Antillen wächst.
Die Zellen dieser fadenförmigen Mikrobe sind mit bloßem Auge leicht zu erkennen. Mit der maximalen beobachteten Länge von 20 mm (bei durchschnittlich 9 mm) sind sie bei Bekanntgabe ihrer Entdeckung im Jahr 2022 die größten bis dahin jemals gefundenen Bakterienzellen. Im Unterschied zu anderen Bakterien, die aus mehreren Zellen bestehende Filamente vergleichbarer Größe bilden, handelt es sich bei diesem Organismus um Einzelzellen von dieser Größe.

## Forschungsgeschichte
Um das Jahr 2012 stieß Olivier Gros, ein Meeresbiologe der Université des Antilles in Pointe-à-Pitre, auf einen seltsamen Organismus, der in Form von dünnen Fäden auf der Oberfläche der verfallenden Blätter der Mangroven von Guadeloupe wächst.
Der Fund erregte aber zunächst keine große Aufmerksamkeit, denn Gros hielt seinen Fund anfangs für einen Pilz. Fünf Jahre später fanden er und andere Forscher heraus, dass es sich tatsächlich um ein Bakterium handelt. Einige weitere Jahre waren nötig, in denen Jean-Marie Volland, ein Doktorand, der für Gros arbeitete, seine ungewöhnlichen Eigenschaften erforschte.

## Beschreibung
Ca. Thiomargarita magnifica ist mit bloßem Auge sichtbar. Es ist mit einer maximalen Länge von 2 cm (durchschnittlich 0,9 cm) das größte der Wissenschaft bekannte Bakterium (Stand 2022), die Breite dieser Zellen reicht von einigen Dutzend bis etwa 150 µm. Man nimmt an, dass die Zellen unter günstigen Bedingungen sogar noch größer werden können.
Ca. Thiomargarita magnifica hat auch ein für Bakterien ungewöhnlich großes Genom, mit etwa 11.000 deutlich unterscheidbaren Genen (etwa halb so viel wie beim Menschen, bakterielle Genome haben normalerweise maximal etwa 3900 Gene).
Bei der gegebenen Größe hätte man auf der Außenseite der Zellen symbiontische Bakterien erwartet. Als Grund für die überraschende Abwesenheit solcher Epibionten wird vermutet, dass Ca. T. magnifica möglicherweise biologisch aktive oder sogar antibiotische chemische Verbindungen produziert. Genauere Untersuchungen dazu sind aber noch nötig (Stand 2022).

### Aufbau
Die Zellen enthalten zwei Typen von Membransäcken (en. membrane sacs).
Der eine Sack ist ein großer, vermutlich wassergefüllter Beutel (Vakuole), der 65 % bis 80 % des Gesamtvolumens der Zelle einnimmt. 
Der Stoffwechsel in Bakterien kann nur per Diffusion von Nährstoff- und Abfallmolekülen durch das Innere der Bakterienzellen erfolgen, was die Größe dieser Organismen begrenzt. Das 1999 entdeckte große Schwefelbakterium T. namibiensis erweitert diese Grenze, indem es eine große, mit Wasser und Nitraten gefüllte Vakuole enthält. Der übrige Zellinhalt liegt an der Zellwand an. Der Stoffwechsel findet nur am Rand der Zelle statt, wo die Diffusion am größten ist.
Das Zytoplasma der Zellen der Ca. T. magnifica befindet sich ebenfalls am Rand der Zelle neben der wassergefüllten Vakuole. Die Dicke des Zytoplasmas dort schwankt zwischen 1,8 und 4,8 μm.
Der andere Typ von Membransäckchen sind DNA-gefüllte Granulen, genannt Pepine (en. membrane-bound granules/pepins).
Das Genom dieser Bakterien „schwimmt“ daher nicht wie bei anderen Bakterien üblich frei in der Zelle, sondern ist zusammen mit Ribosomen in eine Membran eingekapselt. Ein mögliches membrangebundenes DNA-Kompartiment wurde bei Bakterien zuvor nur bei einem Mitglied der Atribacteria beobachtet. Ein vergleichbares Organell ist jedoch der für Eukaryoten charakteristische Nucleolus.
Der DNA-haltige Sack von Ca. T. magnifica befindet sich ebenfalls an der Peripherie der Zelle. Er beherbergt auch Ribosomen (Proteinfabriken), so dass ein Transport der mRNA durch die äußere Membran des Sacks nicht (unbedingt) erforderlich ist, was offenbar – wie die ganze Sackstruktur selbst – eine Effizienzsteigerung bedeutet.

### Genom
Das Genom hat eine Größe von 11 Mbp und enthält etwa 11.000 klar unterscheidbare Gene. Üblicherweise haben bakterielle Genome eine Länge von etwa 4 Mbp mit ca. 3.900 Genen.
Das Genom ist auch deshalb so groß, weil es mehr als 500.000 Kopien der gleichen DNA-Abschnitte gibt (vgl. Polyploidie).

### Lebenszyklus
Der Lebenszyklus von Ca. Thiomargarita magnifica ist dimorph, d. h. durchläuft Stadien von zweierlei Gestalt.

## Bedeutung
Die Entdeckung von Ca. T. magnifica ist deshalb von Bedeutung, weil sie die Abgrenzung von Prokaryonten (primitiven Einzellern ohne Zellkern mit frei beweglicher DNA), zu Eukaryoten (mit komplex aufgebauten Zellen und einem von einer Kernhülle umgebenen Zellkern) verwischt.
Da Ca. T. magnifica ein Bakterium ist, gehört es zu den Prokaryonten.
Phänomenologisch nimmt dieses Bakterium aber aufgrund der Organisation seines Genoms in membranumhüllten Kompartimenten eine Zwischenstellung zwischen Prokaryoten und Eukaryoten ein.
Es ist denkbar, dass es sich um ein verlorenes Glied in der Evolution zum Eukaryoten handelt.